# Meiobenthos

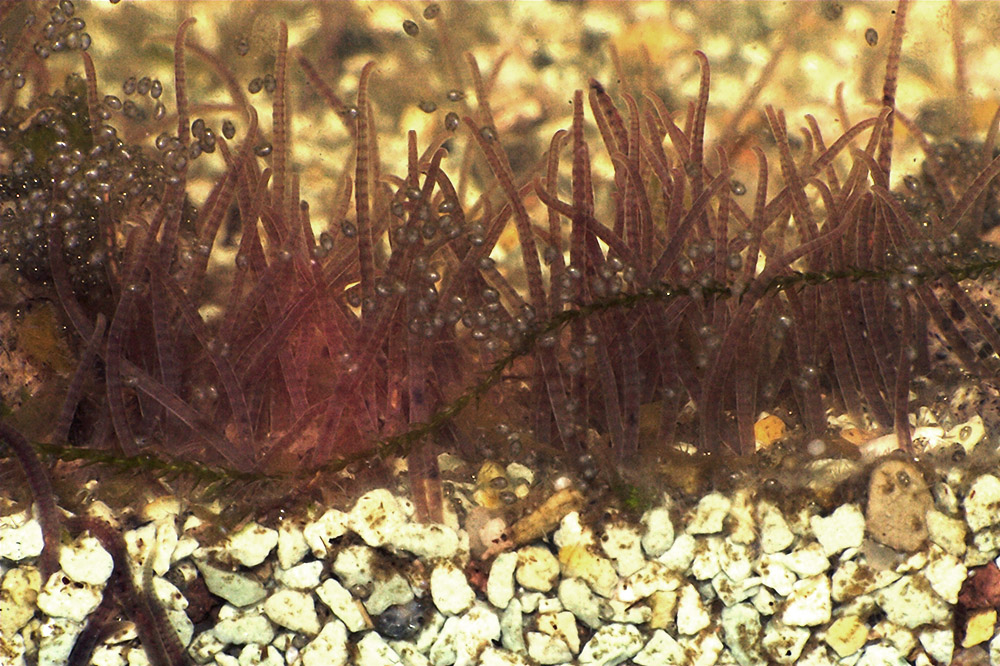
Schlammröhrenwürmer Tubifex sp. (Oligochaeta, Tubificidae) auf dem Gewässerboden

Zum Meiobenthos zählen die wirbellosen Lebewesen der benthischen Meiofauna im und am Boden der Meere und Binnengewässer mit einer Körperlänge zwischen ca. 0,063 mm und 1 mm. Kleinere Organismen gehören zum Mikrobenthos, größere zum Makrobenthos.

 Im Jahre 1942 von M.F. Mare in die wissenschaftliche Literatur eingeführt, wird unter „Meiobenthos“ lediglich ein beschreibender, kein systematisch-taxonomischer Begriff verstanden, der eine Gruppe von Organismen allein aufgrund ihrer Größe definiert.

 An die ökologischen Bedingungen werden keine besonderen Ansprüche gestellt, daher finden sich die meiobenthischen Organismen in unterschiedlichen Lebensräumen (Biotopen). Besiedelt wird sandiger Grund, hier insbesondere das Sandlückensystem, ebenso wie der schlammige Gewässerboden und festes Substrat aller Tiefenregionen zwischen Litoral und Hadal. Auch auf größeren sessilen Tieren und Pflanzen kann Meiobenthos angetroffen werden.
Wichtige taxonomische Gruppen des Meiobenthos sind:
- Muschelkrebse (Ostracoda)
- Wasserflöhe (Cladocera)
- Ruderfußkrebse (Copepoda)
- Bärtierchen (Tardigrada)
- Fadenwürmer (Nematoda)
- Wenigborster (Oligochaeta)
- Vielborster (Polychaeta)
- Rädertierchen (Rotatoria)